# Arthur John Rowledge
Arthur John Rowledge, M.B.E., (* 30. Juli 1876 in Peterborough; † 11. Dezember 1957 in Derby) war ein britischer Ingenieur.

## Leben
Rowledge war das jüngste von vier Kindern eines Bauunternehmers und dessen Frau, die einer bäuerlichen Familie aus Lincolnshire entstammte. Sein Großvater, von dem der Vater das Geschäft übernommen hatte, war am Bau des Crystal Palace in Sydenham beteiligt. Er hatte zwei Brüder und eine Schwester. Die Eltern seiner Mutter besaßen eine Farm in Whaplode Fen, wo er bis zur Einschulung viel Zeit verbrachte. Mit seinem Vater besuchte er mehrmals die National Gallery, wodurch sein Interesse am Skizzieren und der Kunst geweckt wurden. Zudem brachte ihm dieser viele wissenschaftliche und mechanische Dinge bei und zeigte handwerkliches Geschick. Seine schulische Ausbildung erhielt er an der St. Peter’s College School in Peterborough. Zudem besuchte er während seines College-Studiums und seiner Lehrzeit eine Schule für Naturwissenschaften und Kunst. Er studierte zunächst Kunst, wandte sich jedoch später den Naturwissenschaften und dem Maschinenbau zu. Bei der Prüfung der Science Schools erhielt er im Mai 1891 den Queen’s Prize. Seine praktische Ausbildung absolvierte er bei Barford & Perkins, einem Hersteller von Landmaschinen in Peterborough.
Nach Abschluss seiner Lehre ging er 1898 als technischer Zeichner zu R. Hoe & Co., der Niederlassung eines amerikanischen Druckmaschinenherstellers in London. Im Jahr 1900 arbeitete er für kurze Zeit bei Easton, Anderson and Goolden in Erith und wechselte von dort 1901 als Konstrukteur zu Napier & Son. Er verließ das Unternehmen 1905, um eine Stelle in der Wolseley Motor Company anzunehmen, wo er schließlich Chefkonstrukteur wurde. Im November 1913 kehrte er zu Napier zurück und wurde auch dort zum Chefkonstrukteur. Während des Ersten Weltkrieges war Rowledge wesentlich an der Entwicklung des Napier-Lion-Flugmotors beteiligt. Er entwickelte nach dem Krieg den Napier T 75 in einem fortschrittlichen Design, das jedoch nicht erfolgreich vermarktet werden konnte, so dass die Entwicklungsarbeiten eingestellt wurden. Daraufhin verließ Rowledge das Unternehmen, um 1921 als persönlicher Assistent von Frederick Henry Royce in die Konstruktionsabteilung von Rolls-Royce einzutreten. Hier war er insbesondere für die Entwicklung von Flugmotoren verantwortlich. Als erstes trieb er die Entwicklung des Rolls-Royce Condor voran, als er den wesentlich verbesserten Mk. III entwarf. Später zeichnete er für die erfolgreichen Entwürfe des Rolls-Royce Kestrel und die Rolls-Royce R-Typen verantwortlich, mit dem es Großbritannien gelang die Schneider Trophy zu gewinnen. Später arbeitete er an der Entwicklung der luftgekühlten Rolls-Royce Exe und Rolls-Royce Pennine, war aber auch in die Entwicklung des Rolls-Royce Merlin involviert. Er blieb bis kurz vor dem Ende des Zweiten Weltkrieges im Unternehmen. Rowledge ging nach gut 20 Jahren am Januar 1945 in den Ruhestand und lebte viele Jahre zurückgezogen in Derby, wo ihn seine zunehmende Taubheit stark beeinträchtigte und er schließlich nach längerer Krankheit starb.

## Familie
Im Juni 1905 heiratete Rowledge in Kennington Alice (geborene Blincko), eine Tochter von H. H. Blincko und dessen Frau Louisa. Das Paar hatte drei Kinder:
- Jeanie Louise Rowledge (* 23. Januar 1907)
- John William Rowledge (* 17. August 1908)
- Donald Henry Rowledge (* 28. September 1911)

## Mitgliedschaften (Auswahl)
- 1907: Institution of Mechanical Engineers of Great Britain[3]
- 26. März 1920: Member of the Order of the British Empire[4]
- Royal Aeronautical Society
- Institute of Aeronautical Sciences in New York

Zudem war er Mitglied zweier Unterausschüss des Aeronautical Research Committees, in mehreren Ausschüssen der British Engineering Standards Association und des Verwaltungsausschusses des Derbyshire Royal Infirmary.